# دير الزور القديم
دير الزور القديمة (أو دير العتيق أو لاقا) هي مدينة تاريخية قديمة تقع على نهر الفرات، في مدينة دير الزور الحديثة. يعود تاريخ استيطان المدينة إلى الألفية الحادية عشر قبل الميلاد 11000 ق.م. ويعتقد أنها أقدم، ولكن على الرغم من عدم وجود إثباتات أثرية بسبب هدم التل، ذكر اسم المدينة الرحالة الهولندي ليونهارت راوولوف قبل أكثر 500 عام، ووصفها بانها مدينة كبيرة ذات أسوار كبيرة بنيت على الطريقة اليونانية. 
تم هدم تل يسمى ب تل دير العتيق في القرن التاسع عشر. واستبعد وضع اسم دير الزور في الخرائط القديمة بسبب هدم التل بشكل كامل. ويعتبر أول تأسيس مؤكد للمدينة عندما دمرت المدينة وعاد السكان بنائها وذلك منذ 4221 سنة. وأخر تأسيس لها كان في عام 1865م. عندما فصلوا المدينة عن حلب تم الإعلان عن متصرفية دير الزور.
كانت المدينة تقع على خط الطريق التجاري الذي يربط  بين الشام (سوريا) وبلاد الرافدين (العراق) . حيث كانت أهم من حلب التي فصلت بين الاناضول والشام ومن بغداد التي فصلت بين بلاد فارس وبلاد الرافدين. وكانت المدينة آنذاك تمثل مركز مهم لإقتصاد المنطقة. حيث كانت ولا تزال مشهورة بالزراعة والنفط والغاز. 

## التاريخ
من غير المعروف على وجه الدقة تاريخ المدينة أو حتى تاريخ استيطانها بسبب هدم التل (دير العتيق). ولكن عند هدم التل وجدو 5 حضارات (مدن) قديمة قامت على تلك الأرض تعود للعصر الصناعي (100%). ولكن تاريخ تلك المدن مجهولاً.

## التسمية

مدن حضارة بلاد الرافدين العظيم.14000 - 500 ق.م.

بسبب عراقة المدينة تم تغيير اسم دير الزور مرات عديدة عبر التاريخ القديم. في العصر الاكادي منذ 4421 سنة كانت اسم المدينة لاقا وكانت مملكة كبيرة نسبيا وكانت تابعة للإمبراطورية الاكادية. وفي العصر السلوقي كانت تسمى ثياكوس. وفي عصرنا الحالي تغير اسم المدينة من دير العتيق إلى دير الزور بعد هدم تل دير العتيق.

## هجرة إبراهيم

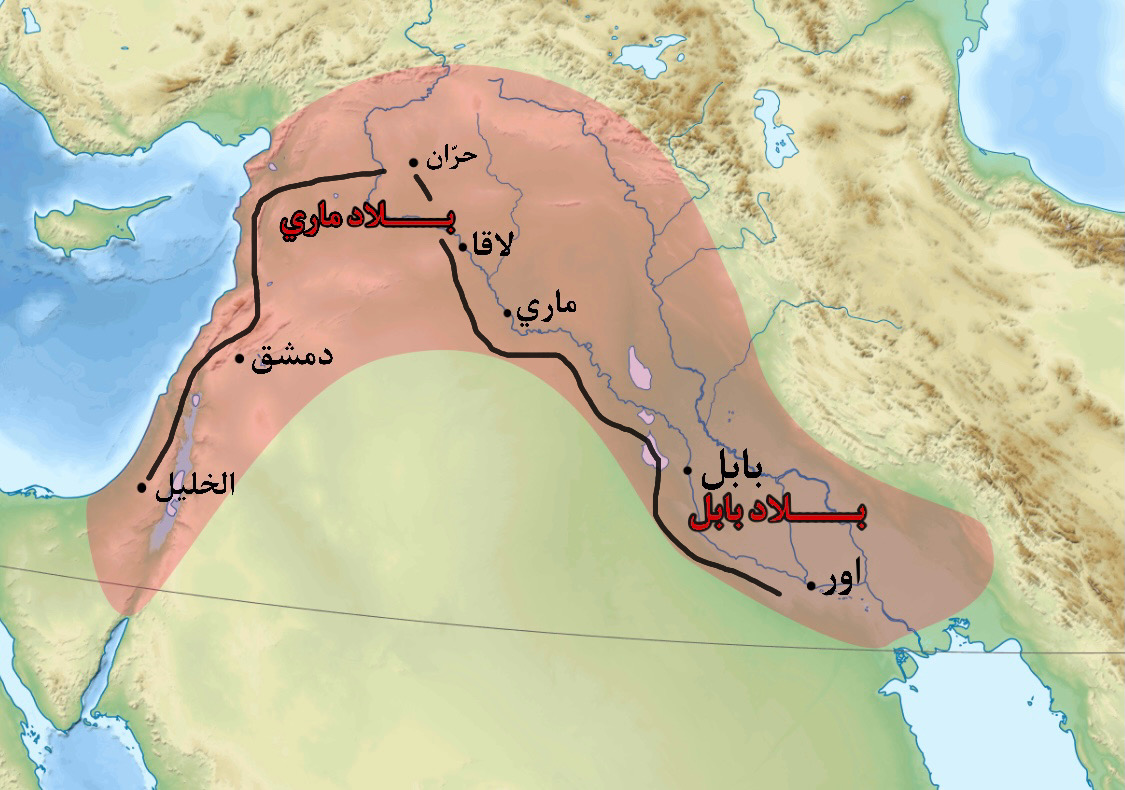
في الصورة تضهر هجرة إبراهيم عليه السلام.

بسم الله الرحمن الرحيم:  ﴿وَقَالَ إِنِّي مُهَاجِرٌ إِلَى رَبِّي إِنَّهُ هُوَ الْعَزِيزُ الْحَكِيمُ﴾ [العنكبوت:26].
وهاجر إبراهيم عليه السلام من أرض العراق إلى بلاد الشام؛ الأرض المباركة ثم ما لبث أن تركها وهاجر إلى مصر.

## دير الزور (عاصمة سوريا)
لقد رشحت دير الزور لتصبح عاصمة سوريا عام 1920 بسبب أهميتها الجغرافية والاقتصادية للبلاد. لكن الترشيح لم ينفذ. حيث دخل الفرنسيون إلى سوريا في نفس العام 1920 والغو الترشيح، واتخذوا دمشق عاصمة لسوريا.

## دير الزور المدينة المنسية

صورة لمدينة دير الزور

تعتبر دير الزور من اغنى المحافظات السورية من حيث الاقتصاد والاثار القديمة. حيثُ توجد بدير الزور أكثر من 800 من اصل 4000 موقع اثري في سوريا. مما يجعلها غنية بالمواقع الاثرية. فوق ذلك، فان دير الزور مشهورة بالاقتصاد القوي، حيث تحتوي دير الزور على العدد الأكبر من الحقول النفطية. وتعتبر دير الزور من اغنى المحافظات السورية من حيث القمح، الغاز، النفط، القطن وغيره. ولكن دير الزور الأقل رعاية بين المحافظات السورية.

## تاريخ دير الزور (الشهرة)

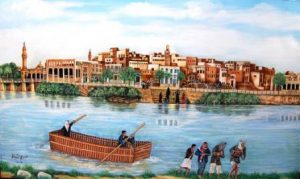
صورة لقلعة دير الزور القديم

يعتبر دير الزور (المحافظة والمدينة) من اقدم المواقع الاثرية في العالم وهذا بحسب أراء اغلب العلماء (منهم علماء أوروبيين). ولكن لم تشتهر دير الزور بهذا. 
يرجع السبب إلى إهمال علماء المدينة تاريخ مدينتهم. فلم يهتم أحد بتاريخ المدينة، ومع مرور القرون فقد ازيل اسم دير الزور من قاموس التاريخ تدريجيا. وهذا بسبب قلة العلم في التاريخ وقلة اهتمام أبناء المدينة والمحاضة في تاريخ بلدهم.

## بلدة دير الزور

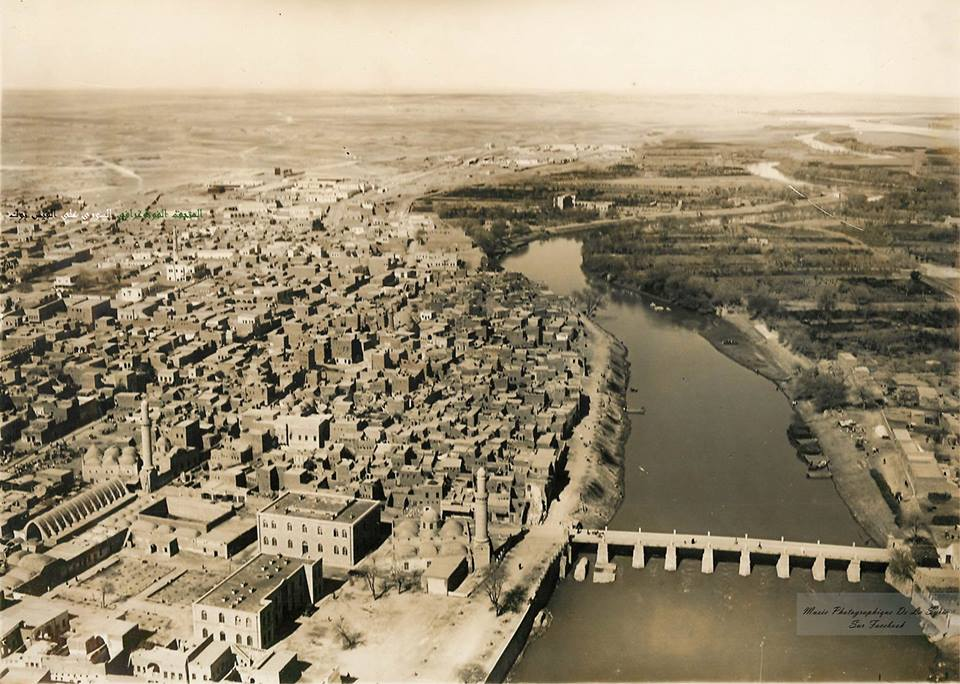
دير الزور القديم من الاعلى.

بسبب تواجد دير الزور على ضفاف نهر الفرات في شرق سوريا، وهذا الموقع أهم موقع جغرافي في البلاد. حيث يفصل بين بلاد الرافدين وبلاد الشام. لذلك فقد دمرت دير الزور عبر التاريخ مرات عديدة من قبل البدو. ولم تتوسع البلدة إلا بعد مجيئ العثمانيين وفتح البلاد. حينها اهتم العثمانيون بها وأصبحت مدينة. وبسبب الهجمات التي تعرضت لها مدينة دير الزورفيما مضى، الأمر الذي ساهم في جعل أبنائها شديدي البنية والفروسية (حسب وصف الرحالة الأوروبيون).

## طالع أيضًا
- تدمر
- البونيسكو
- علم الآثار